# Want (album 3OH!3)
Want – drugi studyjny album zespołu 3OH!3. Wydany został 8 lipca 2009. Album sprzedał się w ponad 300.000 egzemplarzach w USA, co jak na album wydany przez niezależną wytwórnię jest sporym osiągnięciem.

## Lista piosenek
CD:
1. "Tapp" 1:02
2. "Punkbitch" 3:51
3. "Don't Trust Me" 3:13
4. "Chokechain" 3:32
5. "I'm Not Your Boyfriend Baby" 3:45
6. "I Can't Do It Alone" 3:01
7. "Starstrukk" 3:05
8. "Richman" 3:20
9. "Photofinnish" 3:56
10. "Still Around" 3:08
11. "Holler Til You Pass Out" 4:11
12. "Colorado Sunrise" 3:23

Deluxe Edition:
1. "Starstrukk" (feat. Katy Perry) 3:22
2. "Don't Trust Me" (Benny Blanco Remix) (feat. Kid Cudi) 3:16
3. "Still Around" (Big Mix) 3:25

## Notowania
| Notowanie (2008/2009) | Najwyższa pozycja |
| --------------------- | ----------------- |
| Kanada                | 47                |
| Stany Zjednoczone     | 44                |
| Wielka Brytania       | 77                |